# Панкин, Александр Анатольевич
Алекса́ндр Анато́льевич Па́нкин (род. 25 июня 1963, Тбилиси, Грузинская ССР, СССР) — советский и российский дипломат, заместитель министра иностранных дел Российской Федерации с октября 2017 года. Чрезвычайный и полномочный посол (2018).

## Биография

### Образование
В 1985 году окончил факультет международных экономических отношений МГИМО МИД СССР. Владеет английским и венгерским языками.

### Карьера
Работает в системе МИД СССР с 1985 года.
- С 1985 года занимал различные должности в управлении международных экономических отношений и департаменте международных организаций МИД[1].
- В 1993—1997 годах — первый секретарь Постоянного представительства Российской Федерации при ООН в Нью-Йорке (США)[1].
- С 1998 по 2000 год — начальник отдела Экономического и социального совета ООН (ЭКОСОС) и региональных экономических комиссий в департаменте международных организаций МИД России[1].
- В 2001—2005 годах — старший советник Постоянного представительства Российской Федерации при отделении ООН и других международных организациях в Женеве.
- В 2005—2010 годах — заместитель директора Департамента международных организаций МИД России.
- В 2010—2014 годах — первый заместитель постоянного представителя Российской Федерации при ООН в Нью-Йорке.
- В 2014—2017 годах — директор Департамента международных организаций МИД России.
- С 2016 года — член Коллегии МИД России.
- С октября 2017 года — заместитель министра иностранных дел Российской Федерации. Сменил на этом посту В. А. Небензю, незадолго до того назначенного постоянным представителем Российской Федерации при Организации Объединённых Наций. Курирует вопросы евразийской интеграции и экономического сотрудничества[2].

### Дипломатические ранги
- Чрезвычайный и полномочный посланник 2 класса (23 апреля 2008)[3].
- Чрезвычайный и полномочный посланник 1 класса (15 августа 2013)[4].
- Чрезвычайный и полномочный посол (10 февраля 2018)[5].

## Награды
- Орден Александра Невского (24 мая 2023) — за большой вклад в реализацию внешнеполитического курса Российской Федерации и многолетнюю добросовестную дипломатическую службу[6].
- Орден Дружбы (10 февраля 2020) — за большой вклад в реализацию внешнеполитического курса Российской Федерации и многолетнюю плодотворную работу[7].
- Почётная грамота Правительства Российской Федерации (19 ноября 2024) — за большой вклад в подготовку и проведение X Санкт-Петербургского международного форума объединённых культур[8].
- Благодарность президента Российской Федерации (18 декабря 2008) — за большой вклад в успешное проведение саммита «Группы восьми» на острове Хоккайдо (Япония)[9][1].
- Благодарность Правительства Российской Федерации.
- Нагрудный знак «За отличие» МИД России[10].
- Медаль «За вклад в развитие Евразийского экономического союза» (29 мая 2019, Высший совет Евразийского экономического союза)[11].
- Медаль «10 лет Евразийскому экономическому союзу» (26 декабря 2024, Высший Евразийский экономический совет)[12].

## Личная жизнь
Женат (супруга — Инна), имеет дочь Дарью.